# Änterbrygga

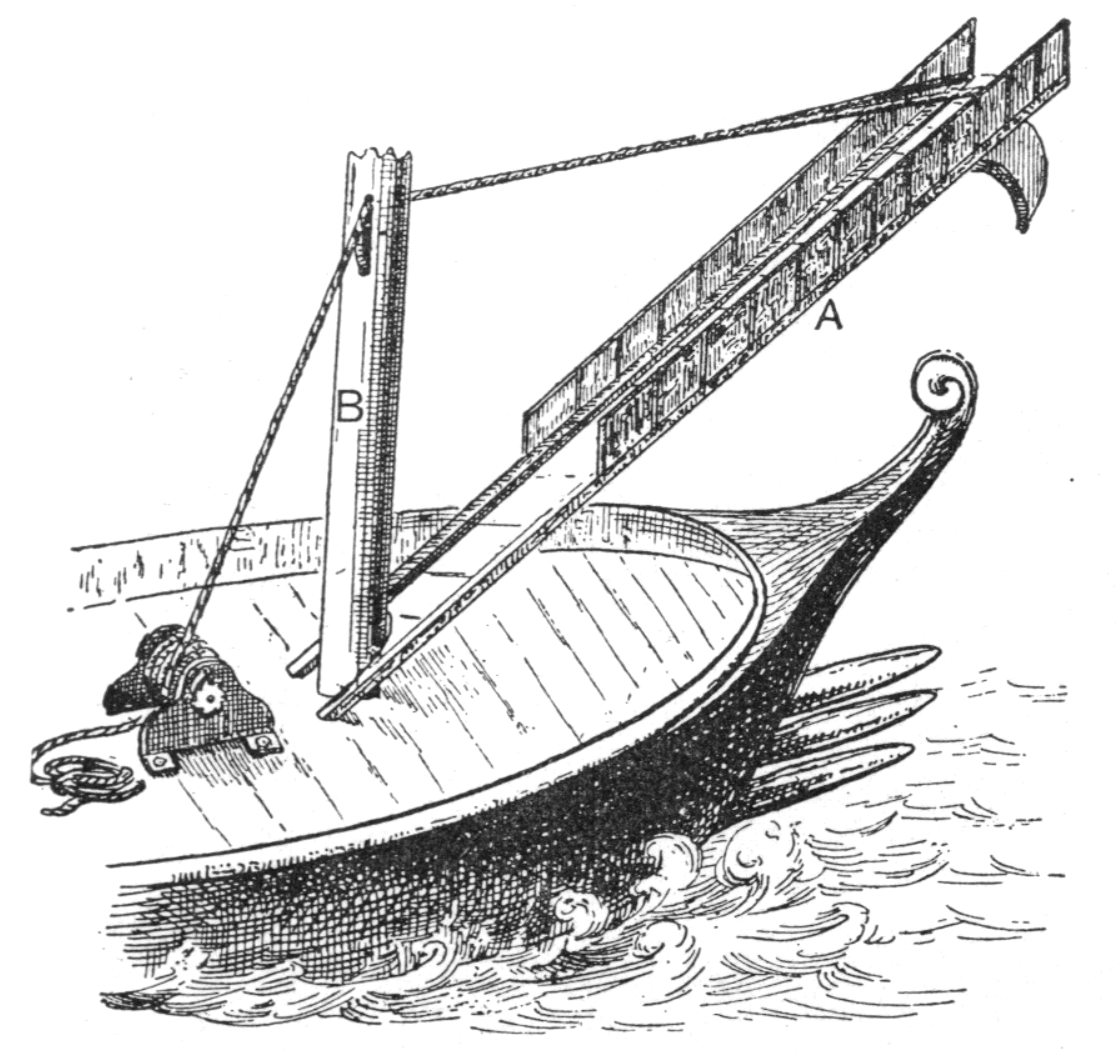
Romersk änterbrygga med vindspel och ankarhake, corvus, "korp".

Änterbrygga eller äntringsbrygga är en fällbar ramp eller vindbrygga som släpps eller firas ned över relingen på fientligt fartyg vid bordning för att tjäna som bro till äntergastar. Historiska exempel förekommer med ankarhakar för att ankra fast i det fientliga skeppet.
Under medeltiden byggdes galärer med rammen i höjd med huvuddäcket istället för vid vattenlinjen och användes därigenom som en fast äntringsbrygga för manskapet.

## Romersk corvus

Profil av en hypotetisk corvus-änterbrygga.

Den romerska corvusen (latin: corvus, "korp") var en änterbrygga med vindspel och ankarhake som introducerades av romerska republiken med stor framgång under det första puniska kriget (264-241 f.Kr.). Namnet kommer av dess hake som ska ha påmint om en korpnäbb.
Corvusen introducerades för att kontra Kartagos överlägsenhet i skeppsmanövrering. Rom hade innan kriget en nästintill icke existerande flotta medan Kartago både hade stor flotta och sjövana. Till Roms fördel hade en kartagisk kvinkverem (galär med tre rader av åror och fem roddare per åra) strandat på romersk mark tidigt under kriget vilken Rom kom att piratkopiera för att bygga en ny modern flotta; ursprungligen en större uppsättning kvinkveremer och en mindre uppsättning triremer. Dessa skeppstyper för försedda med en ramm framtill och brukades som stora flytande murbreckor till sjöss, där den som manövrerade bäst och snabbast kunde ramma fienden i sidan och segra. De romerska matroserna saknade den erfarenhet som de kartagiska dito och deras skepp ska ha varit tyngre till konstruktionen, varför de hade stora problem att möta Kartago till sjöss. Jämte Kartago hade Rom istället mycket stor stridsvana till land, varifrån idén kom att satsa på äntring istället för ramning, resulterande i en svivlande änterbrygga med vindspel och ankarhake som tillät äntring från både babord och styrbord. Ankarhaken var gjord i järn och högg tag i de fientliga skeppens däck när bryggan fälldes.
De kartagiska skeppen hade inget ordentligt försvar mot äntring, varför de romerska äntergastarna enkelt kunde massakrera de kartagiska skeppen vid fullbordad äntring. Corvusen var dock stor med räcken på vardera sida om bangången, varav den kunde fånga vinden och driva skeppet av kurs. Av detta kom corvusen att stundom monteras ner för bättre sjögångsegenskaper.
Corvusen var instrumentell i Roms seger för Slaget vid Kap Ecnomus (256 f.Kr.), där ramning blev svårtillgänglig och äntring avgjorde striden. Roms äntringsstrid kom att ändra krigföringen till sjöss och gjorde det romerska sjökrigssystemet till en ny norm. Rammen bibehölls men den användes mer sällan.

### Webbkällor
- Uppfinningarna / 5. Vapen och instrument / 86 (1926) i Uppfinningarna (1926)